# Parapercis okamurai
Parapercis okamurai és una espècie de peix de la família dels pingüipèdids i de l'ordre dels perciformes
Fa 13 cm de llargària màxima. És un peix marí, demersal i de clima subtropical, el qual viu al Pacífic nord-occidental: és endèmic de la badia de Tosa al Japó. És inofensiu per als humans.